# Viverra megaspila
La civeta de manchas grandes o manchada (Viverra megaspila) es una especie de mamífero carnívoro de la familia Viverridae. Es propia del Sureste Asiático, encontrándose en el este de India, sur de China, Birmania, Tailandia, Laos, Vietnam, Camboya, y Malasia. No se conocen subespecies.